# San Luis del Carmen
San Luis del Carmen es un distrito del municipio de Chalatenango Sur del departamento de Chalatenango, El Salvador. De acuerdo al censo oficial de 2024, tiene una población de 1 038 habitantes.
| Censo | Población | Cambio | Porcentaje |
| ----- | --------- | ------ | ---------- |
| 2007  | 1 173     | N/D    | N/D        |
| 2024  | 1 038     | -135   | -11.5%     |

## Historia
De acuerdo a la tradición, la aldea de San Luis se fundó en la hacienda del mismo nombre en el año 1760. Antonio Gutiérrez y Ulloa, en informe del año 1807, mencionaba que era una "aldea de ladinos", cuyos vecinos poseían "cinco caballerías de tierra" dentro de las cuales se encontraba la hacienda del mismo nombre, propiedad de don Agustín Monjo y Compañeros.
Perteneció al departamento de San Salvador (1824-1835), Cuscatlán (1835-1855), y posteriormente a Chalatenango. Para el año 1850 fue erigida como pueblo. 
Para el informe de la gobernación política del departamento de Chalatenango del 15 de octubre de 1887 se había reparado y enladrillado la iglesia.
En 1890 tenía 1.389 habitantes.

## Información general
El distrito tiene un área de 21,31 km², y la cabecera una altitud de 300 m s. n. m. Las fiestas patronales se celebran en el mes de diciembre en honor a la Virgen del Carmen.